# Вісконсинський центр журналістських розслідувань
Вісконсинський центр журналістських розслідувань — це неприбуткова новинна агенція, розміщена в Університеті Вісконсин-Медісон. Місія організації — підвищити якість і кількість розслідувань у Вісконсині, навчаючи теперішні і майбутні покоління журналістів-розслідувачів".
У 2013 році губернатор Вісконсина Скотт Вокер наклав вето на бюджет штату, забороняючи співпрацю між Школою журналістики та комунікацій Університету Вісконсин-Медісон і Центром. Відповідно до положення, Центр повинен покинути університетське містечко Вісконсина, де розміщені його офіси. Республіканці Сенату штату Вісконсин голосували за законопроєкт, через питання про джерела фінансування Центру та занепокоєння тим, що робота Центру спрямована проти консерваторів.
Центр заснував Інститут неприбуткових новин (раніше — Investigative News Network), групи неприбуткових журналістських організацій. Журналіст Білл Людерс працював в центрі протягом чотирьох років над темою грошей у політиці, перш ніж стати асоційованим редактором The Progressive в 2015 році
До спонсорів Центру належать Фонд етики та досконалості журналістики, Фонд Маккормік, Фонд Форда та Фонд відкритого суспільства. З 2009 по 2014 роки Центр отримав $ 535,000 від фундації «Відкрите суспільство», фінансованої Джорджем Соросом. У 2013 році, разом з MinnPost Центр отримав грант у розмірі $ 100,000 від Фонду Джойса. Грант було надано для допомоги у висвітленні питань політичної реформи, захисту навколишнього середовища та збройного насильства у Вісконсіні.
У 2017 році Товариство професійних журналістів надало Центру премію « Sigma Delta Chi».